# Johannes-Baptist Freyer
Johannes-Baptist Freyer OFM (* 1953) ist ein deutscher römisch-katholischer Theologe.

## Leben
Freyer studierte römisch-katholische Theologie. Er wurde Mitglied im Orden der Franziskaner (OFM) (Kölnische Franziskanerprovinz von den Heiligen Drei Königen, die 2010 in der Deutschen Franziskanerprovinz von der heiligen Elisabeth aufging) und lebte auf dem Apollinarisberg in Remagen. 
Er lehrt als Professor für Theologiegeschichte und Franziskanische Theologie an der Päpstlichen Universität Antonianum in Rom. Von 2005 bis 2011 war er Rektor dieser Universität. Heute ist er als Referent für franziskanische Grundsatzfragen an der Missionszentrale der Franziskaner in Bonn-Bad Godesberg tätig.

## Werke (Auswahl)
- Money, money, money. Eine franziskanische Ökonomie der fruchtbaren Genügsamkeit. Echter Verlag, Würzburg 2023, ISBN 978-3-429-05909-5.
- Homo viator: Der Mensch im Lichte der Heilsgeschichte. Butzon und Bercker, Kevelaer 2001.
- Der demütige und geduldige Gott. Johannes-Duns-Skotus-Akademie, Mönchengladbach 1991.
- Klara von Assisi. Dietrich-Coelde-Verlag, Werl 1997.
- Mystik in den franziskanischen Orden. Butzon und Bercker, Kevelaer 1993.
- Geschichte in Gestalten. Bd. 2, 1989.